# Скандалист (трансформер)
Старскри́м (англ. Starscream, букв. Звёздный крик, в русской телевизионной версии 6-го канала — Скандалист) — один из основных персонажей «Вселенной трансформеров», важное действующее лицо почти всех комиксов, мультсериалов и фильмов о трансформерах.
Обычно звание Старскрима — командующий военно-воздушными силами десептиконов, и он часто трансформируется в истребителя. Он известен своими огромными амбициями и тем, что всегда пытается отобрать лидерство у своего командира Мегатрона или Гальватрона. Дважды ему удавалось узурпировать власть, но даже тогда его правление было недолгим, поскольку Мегатрон всегда превращался в превосходящего Гальватрона.

## Описание
Список жизненных приоритетов Старскрима начинается и заканчивается одним словом: «Я». Он всегда думает о своей карьере. На поле боя он в первую очередь выискивает, кто здесь главный, и старается сделать так, чтобы и свои, и чужие обратили на него внимание. Его заветная мечта — любой ценой подняться со второго места в иерархии десептиконов на первое. Ради того, чтобы стать верховным правителем десептиконов, он готов на всё (разумеется, при условии, что «грязную работу» сделает кто-нибудь другой).

## Биография

### «The Transformers»
Начал жизнь в Иаконе — планете Кибертрона. До войны занимался наукой, участвовал в космических исследованиях вместе с Истребителем. Когда разразилась война, примкнул к десептиконам. Окончил военную академию на Кибертроне и возглавил военно-воздушные силы десептиконов. Однако очень скоро решил, что эта должность для него слишком низкая, и с тех пор излюбленным занятием Скандалиста (в свободное от сражений с автоботами время) стало затевать интриги против лидера десептиконов Мегатрона с целью отстранения его от власти. Однажды он даже создал для этой цели собственную армию — боевиконов. Когда и эта попытка провалилась, был вместе со своей армией выслан с Земли на астероид. Бежал оттуда на Кибертрон. Был прощён Мегатроном после того, как помог ему и Оптимусу Прайму победить боевиконов, вознамерившихся уничтожить Землю. Боевиконы, которых Скандалист при создании наделил способностью образовывать супер-робота Грубикуса, были после этого переданы в подчинение Мегатрона и стали мощным пополнением в рядах десептиконов.
В мультфильме «Трансформеры: The Movie», когда Мегатрон получил смертельное ранение во время штурма города автоботов в 2005 году, Скандалист своими руками выкинул его в открытый космос по пути на Кибертрон. После этого он провозгласил себя лидером десептиконов, но во время коронации был убит Гальватроном — возрождённым и усовершенствованным Мегатроном.
(Выход The Movie на экраны вызвал многочисленные критические отзывы со стороны зрителей, не желавших примириться с окончательной гибелью полюбившихся героев, пусть даже отрицательных. Идя навстречу их пожеланиям, создатели мультсериала вернули Скандалиста «с того света»).
Он появляется снова в третьем сезоне «Трансформеры G1» (согласно хронологии сериала, в 2006 году). Оказывается, что Гальватрон уничтожил только его корпус, в то время как его искра жизни осталась цела. Благодаря этому Скандалист вновь возрождается, хотя и в виде призрака. Получив возможность вселяться в других трансформеров, он использует её для того, чтобы отомстить Гальватрону, заманив его в засаду, устроенную автоботами, а затем заключает сделку с Юникроном. В уплату за услуги, оказанные последнему, Скандалист опять обретает свой телесный облик, однако почти сразу же попадает под выстрелы рассвирепевшего Гальватрона и исчезает в глубинах космоса.

### «Transformers: Scramble City»
На Кибертроне Старскрим атаковал Уилджека и Бамблби, а позднее, на Земле добровольно вызвался участвовать в атаке на секретный завод автоботов. Предводитель сикеров вступил в поединок с Оптимусом Праймом и приказал конструктиконам соединяться, но был побеждён аэроботами. На базе десептиконов пообещал, что в следующий раз победит автоботов, но Мегатрон не стал его слушать.

### «Transformers: Beast Wars»
В этом мультсериале неприкаянная «искра» Старскрима каким-то образом попадает в прошлое, на доисторическую Землю. Во время сильной грозы он проникает в компьютерный терминал базы предаконов и вселяется в случайно оказавшегося поблизости предакона Оспинатора. Представившись лидеру предаконов Мегатрону, Старскрим уверяет его, что погиб, защищая его далёкого предка Гальватрона от зловещего супер-трансформера Юникрона, и добивается, чтобы Мегатрон принял его в свой отряд, обещая помочь ему одержать верх над максималами — потомками автоботов. Он показывает Мегатрону уязвимое место в защитном экране базы максималов, благодаря чему предаконам удаётся захватить её. Мегатрон передаёт Старскриму командование базой, но, как и его предок, не очень-то доверяет новоявленному соратнику, а потому поручает Скорпоноку следить за ним. Его подозрения вскоре подтверждаются — неисправимый Старскрим, по своему обыкновению, замышляет заговор и привлекает на свою сторону Чёрную Вдову, обещая разделить с ней власть после победы над Мегатроном. Но и на этот раз расчёты Старскрима не оправдываются. Взрыв энергона разрушает корпус Оспинатора, и дух Старскрима вновь уносится в космос.
В дальнейшем обнаружилось, что частица «искры» Старскрима была скопирована учёными-максималами, которые хотели выяснить причину её неуничтожимости, и помещена в протоформу максимала. Подопытный максимал (в дальнейшем известный как «Протоформа Х») в несколько раз увеличился в размерах, обрёл способность легко и быстро восстанавливаться после любых повреждений, но вместе с тем получил тяжёлую психическую травму, от которой так и не смог оправиться. После того, как он перебил всех жителей кибертронской колонии Омикрон, было решено избавиться от «Протоформы Х», отправив его в дальний космос, пока его энергия не иссякнет. Однако он выжил и попал на Землю, где примкнул к предаконам (хотя и не по своей воле).

### «Transformers: Animated»
В мультсериале «Трансформеры: Анимейтед» Скандалист, как всегда, стремится занять пост лидера десептиконов, но здесь его замыслам удача сопутствует более, чем обычно. Уже в первой серии он избавляется от Мегатрона с помощью взрывного устройства (хотя, как выясняется в дальнейшем, Мегатрон не погибает, он лишается корпуса и вынужден в течение 50 земных лет пребывать в лаборатории Айзека Самдэка в качестве «подопытного кролика»). А когда Мегатрон, восстановившись, намеревается, в свою очередь, рассчитаться со Скандалистом за предательство, у него ничего не выходит: осколок Оллспарка, застрявший в голове, делает Скандалиста практически бессмертным и наделяет ещё целым рядом необычайных свойств — например, способностью создавать множество собственных клонов или выплёвывать лазерные разряды. Однако в конце третьего сезона Скандалист был убит Сыщиком, сумевшим отобрать у него осколок, дающий ему бессмертие.

### «Transformers: Prime»
В TFP Старскрим — снова один из основных персонажей. Он по-прежнему — «правая рука» Мегатрона, и, разумеется, по желанию лелеет честолюбивые планы. Однажды Старскрим даже добивается своего и становится лидером десептиконов.  Он становился лидером на 7 серий, но ненадолго, пока Мегатрон, раненый при взрыве космического моста, пребывает в стазисе. Увы, правление Лорда Старскрима продлилось недолго: вопреки его надеждам и стараниям, Мегатрон благодаря невольной помощи Бамблби поправился, после чего на больничную койку угодил сам незадачливый узурпатор. С досады и от злости Старскрим предпринял попытку оживить убитого десептикона Скайквейка с помощью утаённого Тёмного энергона. Однако и эта попытка потерпела крах: в стычке с автоботами он потерял руку и был вынужден срочно телепортироваться на «Немезиду» для ремонта ещё до того, как Скайквейк пробудился; когда же Старскрим вернулся к могиле Скайквейка, то не нашёл ни его, ни собственной руки — взрывом «земного моста» их унесло в некую параллельную реальность. Затем Мегатрон обнаружил его тайник с энергоном, спрятанный в старой шахте, и только случай помог Старскриму избежать расправы. В довершение ко всему, его напарница Эйрахнид во время совместного похода на заброшенный корабль «Вестник» опутала его паутиной и оставила на милость автоботов. Всё это окончательно вывело Старскрима из равновесия; он порвал с десептиконами и объявил, что больше не хочет воевать ни на чьей стороне. Решив зажить самостоятельной жизнью, он сделал «Вестник» своей резиденцией; отсюда он периодически устраивает вылазки за энергоном и за кибертронскими артефактами.
Стратегические цели Старскрима остались теми же, что и всегда: убрать Мегатрона и самому занять его место, но тактика существенно изменилась: теперь он всячески избегает любых, даже словесных, стычек с Мегатроном (что вполне объяснимо — в этом сериале размеры и физическая мощь Старскрима не идут ни в какое сравнение с теми, которыми обладает повелитель десептиконов). Предпочитает действовать в глубокой тайне и только тогда, когда (как ему кажется) успех гарантирован. Ради своих целей он на протяжении сериала несколько раз вступает в союз против Мегатрона, причём не только с автоботами, но даже и с людьми. Впрочем, ни один такой союз не принёс желаемого результата; хуже того — сотрудничество с земной террористической организацией «М. Е.Х» закончилось тем, что «МЕХаноиды» забрали у Старскрима «шестерню трансформации», тем самым лишив его возможности превращаться в самолёт.
Изведав на собственном опыте, каково быть обманутым и преданным, к концу второго сезона Старскрим пересматривает свою позицию и начинает искать путь к примирению с бывшим командиром, осознав, что без могущественного покровителя, одними только собственными силами, мало чего сможет добиться. Он надеется смягчить гнев Мегатрона ценным подарком — Омега-Ключами, похищенными у автоботов, и эта надежда оправдывается — Старскрим получает разрешение вернуться в команду, и даже восстановлен в прежней должности. В третьем сезоне, однако, у него появляется серьёзный соперник — Шоквейв, которому Мегатрон передал функции технического консультанта, оставив за Старскримом лишь обязанности военачальника. Именно Шоквейв становится в этом сезоне его главным врагом, которому он всё время старается навредить (по своему обыкновению, исподтишка). По отношению к Мегатрону Старскрим, напротив, проявляет гораздо больше лояльности, чем прежде, во время решающей битвы на «Немезиде» яростно сражается за него, и даже гибель Мегатрона, которой он всегда так желал, его нисколько не радует. Убедившись, что бой проигран, вместе с Шоквейвом скрылся с «Немезиды» в спасательной капсуле, которая приземлилась где-то на Кибертроне.
В полнометражном мультфильме «Трансформеры: Прайм — Восстание Предаконов» выясняется, что Старскрим и Шоквейв помирились и вместе начали работу над созданием новых предаконов. Пока что они создатели двух — Скайлинкса и Даркстила. После появления Мегатрона 2.0 он пытался подлизываться, однако тот отказался творить зло. Когда бывший повелитель десептиконов сложил с себя полномочия и отбыл в неизвестном направлении, Старскрим отправляется в Даркмаунт, чтобы начать всё сначала, однако вскоре туда прилетают жаждущие мести предаконы.

### «Роботы под прикрытием»
Тут его упомянул Бамблби во время битвы с десептиконом Биском Появляется в 17 серии 2 -го сезона, где ищет миниконов, но из-за ошибки его воинов, ему приводят Фиксита, Джетсторма и Слипстрима. Находит Темный звездный меч. Берет в плен Бамблби.

## Биография в «Трилогии Юникрона»

### «Трансформеры: Армада»
Здесь образ Старскрима очень сильно отличается от традиционного — он заметно усложняется и приобретает новые черты. 
«Армадовский» Старскрим, как и прежде, ближайший помощник Мегатрона. Очень упрямый и самолюбивый, жаждет славы и всеобщего признания; вследствие этого часто подводит своего командира, и тем навлекает на себя его гнев. Однако из комического персонажа, интригана-неудачника он превращается в довольно-таки обаятельную личность. В «Армаде» Старскрим — персонаж уже трагический, страдающий от разлада между долгом («программой») и чувством. Эта раздвоенность приводит его в лагерь автоботов, где он честно пытается стать одним из них. Ему даже удаётся подружиться с человеческой девочкой по имени Алексис, и хотя через некоторое время он возвращается к десептиконам, чувство взаимной симпатии между Алексис и Старскримом сохраняется. В конце концов Старскрим жертвует своей жизнью ради того, чтобы автоботы и десептиконы объединились для борьбы против общего врага — Юникрона.

### «Трансформеры: Энергон»
Возвращенный к жизни Альфой Кью, Старскрим почти полностью потерял память. Однако Альфа Кью не хватило энергона, и он не имел постоянного тела, что позволяло ему исчезать и перемещаться. Его две попытки уничтожить главнокомандующих обеих сторон провалились, к тому же Старскрим был захвачен Мегатроном и форматирован, став самым лояльным из его бойцов. Поэтому Мегатрон стал больше уважать Старскрима и поручать ему важные задания. Когда появился Шокбласт, выяснилось, что Старскрим уважает его, спокойно выполняет его приказы и защищает его от Мегатрона. После изменения Мегатрона в Гальватрона, тоже погрузился в супер-энергон (это как награда за лояльность Старскрима). После уничтожения Гальватрона неизвестным образом пропал.

### «Трансформеры: Кибертрон»
В этом сериале Старскрим по характеру уже практически не отличается от своего прототипа из «G1»: агрессивный, тщеславный и безмерно честолюбивый. Придерживается мнения, что невозможное можно сделать возможным одной лишь силой воли — если отдать желаемой цели всего себя. Долгое время строил козни против своего лидера, прикрываясь личиной скромного заместителя; однако, завладев Киберключами и набравшись сил, открыто заявил о своих притязаниях на власть и вызвал Гальватрона на поединок за лидерство. Этот поединок Старскрим проиграл, однако не погиб, а лишь был выброшен взрывом энергии в некое параллельное измерение (в конце сериала показано, что там его увидел Саблекрыл).

## Биография в фильмах
В полнометражных фильмах Майкла Бэя Старскрим, вопреки традиции, стал второстепенным персонажем, и образ его был упрощён: теперь он лишь всячески демонстрирует свою лояльность по отношению к Мегатрону («Я живу, чтобы служить вам, Лорд Мегатрон!»)

### Трансформеры
Первым из десептиконов откликается на сообщение Френзи о местонахождении Мегатрона, прибывает к плотине Гувера и разрушает систему энергоснабжения «Сектора 7», в результате чего Мегатрон пробуждается от своего многовекового сна. Принимает активное участие в воздушном сражении над Мишн Сити, сбив несколько самолётов и вертолётов (в том числе и те, которые должны были забрать «Оллспарк» у Сэма Уитвики и доставить её в безопасное место) и покалечив Бамблби. После гибели Мегатрона улетел с Земли на секретную базу десептиконов, где выращивал новых воинов и командовал оставшимися в живых;

### Трансформеры: Месть Падших
Во втором фильме он встречает вернувшегося к жизни и прибывшего на тайную базу десептиконов Мегатрона и рассказывает о том, что он делал до этого, чем он сильно разгневал Мегатрона. В дальнейшем вместе с Мегатроном вернулся на Землю, чтобы отыскать Сэма, в мозгу которого запечатлелась информация, содержавшаяся в «Великой Искре». Участвовал в сражении за Матрицу лидерства. Когда Оптимус Прайм вступил в решающий бой с Фолленом и победил его, Старскрим уговорил Мегатрона не ввязываться в схватку, а отступить.

### Трансформеры: Темная сторона Луны
В третьем фильме уничтожил корабль автоботов. Был ослеплён и убит Сэмом, который использовал взрывчатку Кью.

### Трансформеры: Эпоха Истребления
В четвёртом фильме была показана перечёркнутая карточка с изображением Старскрима. Позднее KSI использовали найденную голову Старскрима для выкачивания информации. Его клоны, созданные людьми, стали трансформироваться в вертолёты.

### Трансформеры: Последний рыцарь
В пятом фильме голова Старскрима была среди ряда предметов, которые пропагандирует Дейтрейдер в силах Автоботов. Во время обмана и налета на базу Автоботов, Мегатрон нашёл голову Старскрима и сожалел, что его вероломный друг не сможет увидеть победу Десептиконов.

### Бамблби
Старскрим появляется в начале фильма во время последней Битвы за Кибертрон. По приказу Шоквейва, атаковал стартовую площадку, откуда Автоботы должны были вылететь из Кибертрона.

## Технические характеристики
Трансформируется всегда в реактивные самолёты самых совершенных моделей — F-15 Eagle (мультсериал «Трансформеры G1»), F-22 Raptor (фильмы), Су-35 (мультсериал «Армада»), Су-47 «Беркут» (мультсериал «Transformers: Animated»), F-16 Fighting Falcon (мультсериал «Transformers: Prime»). Очень гордится своей альт-формой и презирает всех, «рождённых ползать».
По своим техническим характеристикам Скандалист — несомненно, если не самый, то один из самых «продвинутых» десептиконов. Он — второй среди них по силе а по быстроте и маневренности вообще не имеет себе равных среди трансформеров: скорость его полёта в режиме истребителя может в 3 раза превышать скорость звука. Могучая гидравлическая мускулатура позволяет ему совершать стремительные рывки, которые не в силах зафиксировать даже самые лучшие оптические приборы противника. Способен мгновенно переходить из одной альт-формы в другую прямо в воздухе, не теряя высоты полёта.
Вооружение в «Первом поколении» — кассетные бомбы и лучевая винтовка, обладающая обесточивающим эффектом («нуль-луч»), которая на 2 минуты выводит из строя любое электронное устройство (включая трансформеров).
В «Армаде» его оружием являются сдвоенная плазменная пушка на плечах, две ракетные установки, расположенные на корпусе, а также меч, в который он может превращать своё левое крыло. Образует «малый гештальт» с мини-коном Свиндлом, при соединении с которым сила Старскрима возрастает настолько, что он едва не разносит вдребезги и автоботов, и десептиконов одним-единственным выстрелом.
В «Прайме» оснащён бластерами и тепловыми ракетами; кроме того, оружием можно считать и его исключительно острые пальцы.
В художественных фильмах вооружён шестизарядной ракетной установкой на левой руке, а в его правую руку вмонтирован крупнокалиберный пулемёт, стреляющий ртутными капсулами с частотой 140 выстрелов в секунду.
В одном из мультсериалов он становился Превосходным Старскримом благодаря Олспарку. Но автоботы и десептиконы его остановили несмотря на то что он создавал и своих "детей". А позже в третьем сезоне соединился с судьями Квинтессонов. Но его все таки победили.
По официальной шкале боевые качества Скандалиста оцениваются следующим образом: скорость и интеллект — 10, храбрость и выносливость — 9, мастерство и огневая мощь — 8, сила — 7. Он — крайне опасный противник, которого никоим образом нельзя недооценивать.

## Характер
Старскрим чрезвычайно высокого мнения о себе и своих способностях. Считает себя самым красивым и интеллигентным из десептиконов. При каждом удобном случае стремится подчеркнуть своё превосходство над остальными. Уверен, что все ему завидуют.
Мегатрон, конечно, не прав, когда, насмехаясь над Старскримом, говорит, что «бездарь может создать только бездарей». Старскрим в действительности отнюдь не бездарен и далеко не глуп; он хорошо образован, причём сведущ не только в технике, но и в гуманитарных науках. Но его постоянно подводит излишняя самоуверенность. Это его самое слабое место. Он твёрдо убеждён, что у него всегда всё под контролем, и теряется, когда выясняется, что это вовсе не так. Переоценивая себя, Старскрим недооценивает других, и поэтому постоянно попадает в переделки. Иногда ему удаётся одурачить кого-нибудь: например, заморочить голову мнительному автоботу Паникёру, чтобы с его помощью получить доступ к новому секретному супермощному оружию, но чаще он сам оказывается одураченным (как, например, в серии «Тройной переворот»). Из-за своей самонадеянности Старскрим не считает нужным скрывать свои намерения и планы, и даже не пытается хоть как-то рассеять подозрения Мегатрона (возможно, это одна из причин его хронического невезения).
Вопреки распространённому убеждению, Старскрим — храбрый боец. Мнение о его трусости основано, по всей вероятности, на том, что после каждой неудачной попытки свергнуть Мегатрона, «припёртый к стенке», он начинает хныкать, оправдываться и униженно просить прощения (но лишь для того, чтобы некоторое время спустя начать всё сначала).

## Отношения с окружающими
Официальный ранг Скандалиста среди сослуживцев — 9, но из-за своей заносчивости и чрезмерных амбиций он не пользуется их симпатией. Хотя у многих десептиконов есть причины для недовольства Мегатроном, перспектива замены его Скандалистом никого не привлекает. Поэтому во время конфликтов последнего с Мегатроном (а позднее — с Гальватроном) другие десептиконы его обычно не поддерживают, занимая по отношению к нему нейтральную или прямо враждебную позицию. Созданные им самим Боевиконы — и те в конце концов выступают против него и даже берут его в плен. Однако в массе своей десептиконы относятся к Скандалисту так же, как он сам — к Мегатрону: терпеть не могут, пытаются насолить, если представляется возможность, но в открытую предпочитают не связываться. Впрочем, у Скандалиста среди десептиконов есть и приятели — Ревун и Октан в «G1», Нокаут в «TF Prime», а также Тандеркрэкер и Скайварп в игре «Transformers: War for Cybertron». Также в кроссовере есть намёк на дружественные отношения между Скандалистом и Эффектиконами.

### Старскрим и Мегатрон
Отношения Старскрима с Мегатроном складываются в точном соответствии с поговоркой «худой мир лучше доброй ссоры». Старскрим ненавидит Мегатрона, но понимает, что в бою один на один у него нет шансов на победу. Мегатрон, со своей стороны, ни на грош не доверяет Старскриму и старается не выпускать его надолго из поля зрения, но не считает его серьёзным соперником в борьбе за лидерство.

«Старскрим, тебе никогда не суждено быть вождём!»— Мегатрон
Кроме того, Мегатрон ценит Старскрима как мощную «боевую единицу». Поэтому он относится к его дерзким выходкам довольно снисходительно и в подавляющем большинстве случаев ограничивается «строгим выговором», позволяя Старскриму сохранить не только жизнь, но и должность командующего авиацией. Однажды он даже спасает его, защитив от нападения разъярённого десептикона Дредвинга.
 Впрочем, Мегатрон никогда не упускает случая позабавиться за счёт Старскрима, сделав его объектом какой-нибудь садистской шуточки (например, как-то раз приказал своему первому помощнику пожертвовать собой, чтобы проверить, как Тёмный Энергон действует на мёртвых трансформеров; к счастью для того, на борту «Немезиды» оказался уже готовый покойник — автобот Клиффджампер, чьё тело и было использовано для проверки).

### Старскрим и Шоквейв
Второе место в перечне личных врагов Старскрима занимает Шоквейв / Взрывала — его основной конкурент в борьбе за место будущего лидера десептиконов. До открытых стычек между ними дело доходит редко; иногда они даже сотрудничают, хотя в глубине души презирают и ненавидят друг друга. Особенно отчётливо это проявляется в мультсериале «Прайм», где Старскрим прилагает немало усилий к тому, чтобы помешать научным изысканиям Шоквейва и тем самым дискредитировать его в глазах Мегатрона (и при этом самому остаться, по возможности, в стороне), но, как и в случаях с Мегатроном, навлекает ещё больше неприятностей на свою голову. Всё же обстоятельства, в конце концов, заставляют их действовать сообща (во всяком случае, с «Немезиды» они удирают вместе).

«Ты порой очень недальновиден, Старскрим. Ты видишь опасность, а я — доказательство».— Шоквейв

## Видеоигры

### «The Transformers»
Старскрим был одним из десептиконов, которых клонировали, чтобы украсть у автоботов особый энергетический куб.

### «Transformers: Mystery of Prime»
Старскрим был в составе сил десептиконов, пытавшихся помешать Ультра Магнусу найти Оптимуса Прайма.

### «Transformers: Generation 2 — Handheld Game»
Старскрим был одним из десептиконов, атаковавших Оптимуса Прайма. Как только сикер был побеждён, атака прекратилась.

### «Transformers: Beast Wars — Transmetals»
Появляется только в версии для Nintendo 64. Уничтожив всех соперников, Старскрим проник на «Арк», где воспользовался собственной Искрой для усиления. Процесс воскресил десептикона, и тот полетел захватывать Кибертрон.

### «Transformers: G1 — Awekening»
Старскрим был среди десептиконов, атаковавших «Арк» в космосе, что привело к крушению корабля. 4 миллиона лет спустя он вместе с другими десептиконами был разбужен извержением вулкана. Позже Старскрим повёл в бой против автоботов Тандеркрэкера, Скайворпа и Джетфайера, но потерпел поражение.
Затем сикер отправился на Кибертрон, где подстерёг автоботов. Вместе с другими десептиконами охранял Оптимуса и Метроплекса, но был отвлечён манёврами Рэтчета и Бамблби, что позволило автоботам освободиться и сбежать. Десептикон успел перехватить пленников у космического моста, но это не помешало им вернуться на Землю.
На Земле Старскрим был частью отряда, напавшего на Гримлока, но был побеждён им и подоспевшими автоботами. Позже был в составе армии десептиконов, обнаруженной и разгромленной Гримлоком. Затем вместе с другими десептиконами устроил ловушку для автоботов, послав фальшивый сигнал о помощи, но автоботы оказались сильнее. Чуть позже Старскрим принял участие в атаке на Арк, которая вновь не увенчалась успехом. Вскоре он неудачно пытался воспрепятствовать силам автоботов захватить космический мост.
На Кибертроне был частью армии, преградившей автоботам путь в крепость Шоквейва. Затем устроил на Земле дуэль с Джетфайером, которую из-за неразумных действий проиграл. Через некоторое время на Кибертроне сикер был частью армии, окружившей Гримлока. К несчастью для них, десептиконы переоценили свои возможности.

### «Transformers: The Game»
Старскрим отдавал приказы Блэкауту, занимавшемуся расследованием и разрушением на военной базе в Катаре. Операция не принесла результатов. Через некоторое время сикер пытался связаться с посланным в Транквилити Шоквейвом, но десептикон к тому времени уже был уничтожен. Позже десептикон был вынужден уничтожить человеческие устройства связи, чтобы освободить частоту десептиконов. Затем сикер защищал Боункрашера и изучал обломки сбитых самолётов, после чего вывел Броула и Боункрашера из опасной зоны. Все вместе десептиконы атаковали дамбу Гувера и освободили находившегося там Мегатрона. В Мишн-Сити Старскрим и Блэкаут безуспешно пытались справиться с Джазом.

### Transformers 2: The Game. PSP.
Старскрим командовал десептиконами во время операция в Шанхае и Восточной части США. После чего возродил Мегатрона, украв оллспарк (Точнее его часть) из хранилища. Пытался помешать автоботам спасти Сэма, но проиграл и улетел. После того как Прайм был убит Мегатроном, прибежал на поле боя. Отступил при прибытии автоботов. Вновь, он появился в Египте. Он расстрелял Джетфайра в упор.

### «Transformers: War for Cybertron»
Вначале Старскрим был автоботом и охранял станцию с Тёмным Энергоном на протяжении нескольких тысяч лет. Дружил с Джетфайером, Тандеркрэкером и Скайварпом. В то время, когда на станцию нападают Мегатрон, Баррикейд, Броул и орды вехиконов, тот противостоит им, посылая на поле боя рядовых автоботов. Десептиконы смогли одолеть их, и позднее встретили Старскрима. Тот пытается уничтожить запасы Тёмного Энергона, однако Мегатрон контактирует с ним, и даёт Тёмный Энергон своим подручным. Испугавшийся Старскрим присоединяется к десептиконам, а Джетфайер, стоявший рядом, отправляется докладывать обо всём случившемся лидеру автоботов Зете Прайму. Мегатрон приказывает Старскриму, Тандеркрэкеру и Скайварпу переподключить энергонный мост. Те успешно справляются с заданием. Затем Мегатрон вместе с Брейкдауном и Саундвейвом отправились за Ключом-Омега, а Старскрим был временно назначен командующим. Когда связь с Мегатроном была потеряна, Старскрим подумал, что тот погиб, и объявил себя новым лидером. Но узнавший об этом Мегатрон пообещал хорошенько наказать Старскрима. Позднее Старскрим встречается в качестве босса со стороны автоботов.

### «Transformers: Cybertron Adventures»
После обстрела Иакона с орбиты Старскрим спустился в город вместе с Мегатроном, но был немедленно отослан обратно. Обиженному Скриму было поручено защищать орбитальную станцию от космического мусора. Среди этого мусора оказались автоботы во главе с Джетфайером. С помощью Тандеркрэкера десептикон устраняет угрозу.

### «Transformers: Fall of Cybertron»
Скандалист в третьей главе хитростью побеждает Оптимуса Прайма и отводит его к Мегатрону. Когда последний погибает от руки Метроплекса, Скандалист провозглашает себя лидером Десептиконов. Он даёт задание Боевиконам, однако позднее его отменяет. Штурмовик, который не хотел поворачивать назад, ослушался Скандалиста, и впоследствии вместе со своей командой был арестован. Когда же Мегатрон вернулся и победил Скандалиста, тот улетел, обещая, что Мегатрон заплатит. Затем выступает в качестве игрового персонажа в главе «Предательство Скандалиста»; там он нападает на башни Взрывалы, где отключает питание, и пытается завлечь солдат. Двоих он убивает, а по пути дальше убивает несколько десятков вехиконов и воинов, ломает системы защиты башен. Проникнув внутрь, его замечает один из воинов десептиконов и скидывает на нижнюю платформу. Тот готовился убить Скандалиста, однако хитрец прикрепил к нему взрывчатку и взорвал его. Скандалист пытается склонить пленника Взрывалы, Смельчака, на свою сторону, но безуспешно — Смельчак вырывается и просто-напросто «вырубает» его, сильно ударив об стену.

### «Transformers: Human Alliance»
В этом игровом автомате Старскрим преследовал Бамблби, чтобы завладеть артефактом, принадлежавшим Джею. Сикер вступил с автоботом и людьми в бой, позволив Лазербику завладеть объектом. Затем оба десептикона отступили. Когда началась атака на западное побережье США, Старскрим защищал флагман десептиконов от вторгшихся туда Бамблби и людей, но не смог помешать им уничтожить систему энергоснабжения и взорвать корабль.

### «Transformers: Rise of the Dark Spark»
В игре-кроссовере «Transformers: Rise of the Dark Spark» (которая вышла 24 июня 2014 года) Старскрим из Выровненной вселенной является одним из основных действующих лиц.
Скандалист вместе с Барханом и Взрывалой был направлен в Кристальный город на поиски Тёмной искры. Сикер не верил в существование артефакта, но подчинился приказу Мегатрона. Десептикон уничтожил по пути множество инсектиконов и кристальных стражей, а также засёк таинственный сигнал, который никто из его коллег не заметил. Наконец, Скандалист в одиночку пробился к одному из терминалов и помог открыть двери в хранилище. Скандалист первым заметил автоботов, захвативших артефакт, и погнался за ними. Опустившаяся перед самым его носом дверь помешала десептикону добраться до врагов. Позже он прилетел на железнодорожную станцию, где собрались автоботы, но был атакован инсектиконами. Через некоторое время Скандалист прилетел с отрядом солдат на руины Триптикона, чтобы выкачать из станции остатки энергии. Этим планам помешал Истребитель.
Старскрим также играбелен в версии для Nintendo 3DS. Старскрим вместе с Саундвейвом и Шоквейвом был послан Мегатроном на поиски Тёмной искры. Во время выполнения миссии десептиконы наткнулись на нескольких инсектиконов, которых тут же уничтожили, к огромному удовольствию сикера. Спустя ещё некоторое время отряду пришлось открыть старую дверь, продолжая отбиваться от наседающих инсектиконов. Наконец, десептиконы оказались перед лужей кислоты, преграждавшей вход в хранилище. Бойцы рассредоточились и выкачали кислоту. Когда десептиконы проникли в хранилище, оказалось, что автоботы уже здесь и забрали Тёмную искру. Старскрим первым заметил их и вступил в бой, но проиграл. Позже десептиконы вышли на железнодорожную станцию, откуда только что уехали автоботы. После небольшого спора они взорвали вражеский поезд. Захватив Тёмную искру, десептиконы доложили об этом Мегатрону, а затем победили несколько отрядов автоботов, мешавших им уйти с добычей. Позже десептикон наведался к руинам Триптикона, чтобы выкачать оттуда энергон, но был обнаружен и побеждён Джетфайером.

### «Transformers: Devastation»
Появляется как один из действующих антагонистов и в качестве босса. В своём первом появлении пытался остановить автоботов около моста золотые ворота но потерпел неудачу и был вынужден отступить. После того как автоботы победили блицвинга перехватил плазменное ядро и полетел с ним на базу десептиконов, но во время полёта из-за тяжести ядра уронил его в центре города. Второй раз пытался расправиться с автоботами в варп пространстве во время перемещения на космическом мосту с земли на кибертрон, но в результате был снова повержен. Дальнейшая судьба неизвестна. Также появляется в режиме испытания вместе с блицвингом.

## Появление в сериях
Transformers: G1 — первый и второй сезоны — все серии
Transformers: The Movie
Transformers G1 (3 сезон)
- 74. Призрак Скандалиста / Starscream’s Ghost
- 82. Призрак в машине / Ghost in the Machine

Transformers: The Headmasters
- 1. Четверо небесных воинов / Four Warriors Come out of the Sky[at]

Transformers: Beast Wars
- 3. Паутина / The Web[au]
- 21. Захват / Possession
- 39. Повестка дня (Часть 3) / The Agenda (Part 3)

Transformers: Beast Wars II
Transformers: Robot Masters — все серии
Transformers: Armada — серии 2-48
Transformers: Energon
Transformers: Cybertron
Transformers: Animated — все серии
Трансформеры: Юниверс
- 1. Action Blast

Трансформеры (фильм)
Трансформеры 2: Месть падших
Transformers Prime — все серии
Трансформеры 3: Тёмная сторона Луны
Бамблби (фильм)
Transformers Prime: Beast Hunters — Predacons Rising
Herois UNITE
- 11. Вселенная Соломенной Шляпы Часть 2 / The Universe of the Straw Hats: Part 2
- 21. Вселенная Трансформеров / The Universe of the Transformers

## Заметки
1. ↑  Только во флэшбеке
2. ↑  Единственным исключением является сериал «Армада», где Старскрима наделяют неожиданными положительными чертами, вплоть до способности к самопожертвованию.
3. ↑  Огонь в небе. Трансформеры. Season 1. Episode 7.
4. 1 2  Проблемы с Праймом. Трансформеры. Season 2. Episode 27.
5. 1 2  Отряд Скандалиста. Трансформеры. Season 2. Episode 62.
6. ↑  Месть Грубикуса. Трансформеры. Season 2. Episode 63.
7. ↑  Призрак Скандалиста. Трансформеры. Season 3. Episode 74.
8. ↑  Призрак в машине. Трансформеры. Season 3. Episode 82.
9. ↑  В последующих сериях он уже не появляется; тем не менее, ясно видно, что Гальватрон на этот раз не убил его, а только ранил.
10. ↑  В первоначальной озвучке телеканала ОРТ его звали Космокрик, но когда сериал был выпущен на видеоносителях, была восстановлена оригинальная версия имени.
11. ↑  На Кибертроне имя Старскрима долгое время находилось под запретом, вся информация о нём была строго засекречена, так что ни Мегатрон, ни командир максималов Оптимус Праймал не знали, с кем имеют дело.
12. ↑  Захват. Трансформеры: Битвы Зверей. Season 1. Episode 21.
13. ↑  Transform and Roll Out, Part 1. Transformers: Animated. Season 1. Episode 1.
14. ↑  Mission Accomplished. Трансформеры: Анимейтед. Season 2. Episode 19.
15. ↑  A Fistful of Energon. Transformers: Animated. Season 2. Episode 23.
16. ↑  Проул (Сыщик) в этом бою тоже погиб — он отдал свою Искру, чтобы спасти всех.
17. ↑  Конец игры (Часть 2). Трансформеры: Анимейтед. Season 3. Episode 42.
18. ↑  В первоначальном варианте финальной сцены эпизода Слипстрим, женщина-клон Старскрима, оживляла своего создателя, поделившись с ним собственной частицей Оллспарка; однако, ввиду того, что было решено отказаться от съёмок 4-го сезона, эта сцена была исключена
19. ↑  Darkness Rising, part 1-5. Прайм. Season 1. Episode 1–5.
20. ↑  Out of his head. Прайм. Season 1. Episode 14.
21. ↑  Shadowzone. Прайм. Season 1. Episode 15.
22. ↑  Rock Bottom. Прайм. Season 1. Episode 19.
23. ↑  Partners. Прайм. Season 1. Episode 20.
24. ↑  Operation: Bumblebee, Part 2. Прайм. Season 2. Episode 31.
25. ↑  Он упоминается также в комиксах по мультсериалу
26. ↑  Любопытно, что его внешний вид в этом сериале совсем не такой, как в «TFP» — он выглядит почти так же, как в «G1»
27. ↑  В русскоязычной версии «Трилогии Юникрона» его так зовут только в этом сериале, а в двух последующих — Скандалистом.
28. ↑  Эта сюжетная линия многократно обыгрывалась в комиксах; было создано около двух десятков историй про Старскрима и Алексис, и все они разные. В 1 истории Алексис становится трансформером, Старскрим делает ей предложение, и у них появляются дети. Во 2 Старскрим становится человеком; они, можно сказать, пытаются выжить на другой планете. В 3 Старскрим тоже превращается в человека и становится противником бывшего мужа Алексис Рэда.
29. ↑  Хотя, в соответствии со сложившейся традицией, его призрак является Гальватрону перед финальным сражением с Праймом.
30. ↑  Согласно версии комиксов, Старскрим в это время втайне от других десептиконов установил прямой контакт с Фолленом и деятельно готовил его возвращение, рассчитывая получить долгожданное «повышение в должности», однако известие о том, что Мегатрон жив, вынудило его свернуть свои планы.
31. ↑  Jungle. Трансформеры: Армада. Season 1. Episode 6.
32. ↑  Любопытный факт: когда в перестрелке с Праймом Старскрим лишился руки, Нокаут предложил ему взамен утерянной конечности установить новую, усовершенствованную и снабжённую «нуль-лучом» (как в сериале «G1»), но тот категорически отказался.
33. ↑  Кто кого? // Трансформеры, № 11, 2011, с.2.
34. ↑  В игре «Трансформеры: Падение Кибертрона» Старскрим, помимо всего прочего, получил новый апгрейд — умение становиться невидимым (свойство, которым ранее из всех трансформеров обладал только Скайварп.
35. ↑  Десептиконы при дворе короля Артура. Трансформеры. Season 2. Episode 40.
36. ↑  Электронное безумие. Трансформеры. Season 2. Episode 33.
37. ↑  Последнего он, правда, не считает равным себе (даже с пренебрежением отзывается о его земной альт-форме), но только с ним позволяет себе пооткровенничать.
38. ↑  По крайней мере, Старскрим свободно рассуждал при них о планах свергнуть Мегатрона. Это можно расценить как доказательство их дружбы; пусть сам Старскрим их не очень-то и уважает, Тандеркрэкер и Скайварп не испытывают к нему антипатии.
39. ↑  Не всё так просто: часть 1. Трансформеры. Season 1. Episode 1.
40. ↑  Patch. Прайм. Season 2. Episode 50.
41. ↑  Тьма сгущается (Часть 2). Трансформеры: Прайм. Season 1. Episode 2.
42. ↑  Transformers: Rise of the Dark Spark
43. ↑  Если это так можно назвать, ведь Мегатрон разрушил лишь его статую, явно он и не целился в предателя.
44. ↑  Любопытно, что во втором трейлере Оптимус убивает Старскрима выстрелом в голову, однако в самой игре его никто не убивал.
45. ↑  Точнее, той её части, к которой относятся игры «Transformers: War for Cybertron» и «Transformers: Fall of Cybertron»
46. ↑  Во флэшбеке.
47. ↑  Во флэшбеке, в альт-форме самолёта.